# Nguyễn Văn Hưởng (thầy thuốc)
Nguyễn Văn Hưởng (1906 - 1998) là Giáo sư, Bác sĩ vi trùng học và Đông y, cố Bộ trưởng Bộ Y tế, Ủy viên Đoàn Chủ tịch Ủy ban Trung ương Mặt trận Tổ quốc Việt Nam, Đại biểu Quốc hội khóa I, Phó Chủ tịch Ủy ban Thường vụ Quốc hội khóa II, III. Ông được trao tặng danh hiệu Anh hùng Lao động, Thầy thuốc Nhân dân và Giải thưởng Hồ Chí Minh đợt I (1996).

## Cuộc đời và sự nghiệp
Ông sinh ngày 22 tháng 12 năm 1906, quê tại xã Mỹ Chánh (nay là xã Mỹ Hiệp, Chợ Mới (An Giang)), còn có tên khác là Nguyễn Thành Tâm. Ông nội ông là thầy dạy chữ Nho, cha ông cũng học chữ Nho và kiêm luôn một ít nghề thuốc. Lúc ông lên 5 tuổi, mẹ ông mất vì dịch tả, ông nội và bà nội lần lượt qua đời. Cha ông đi làm ăn xa, nên từ năm 10 tuổi ông đã phải sống tự lập. Ông theo học tiểu học tại Cần Thơ, trung học tại Mỹ Tho và tú tài tại Sài Gòn. Năm 1927, ông học Trường Đại học Y khoa Hà Nội. Học xong 4 năm ở Hà Nội, ông lại học tiếp 2 năm ở Paris và bảo vệ luận án tốt nghiệp năm 1932.
Năm 1933, ông về nước và làm việc tại Viện Pasteur Sài Gòn trong 5 năm. Do bất bình trước thái độ phân biệt đối xử của người Pháp, năm 1939, ông thôi việc và mở phòng mạch, phòng xét nghiệm tại số nhà 224 đường Cống Quỳnh ngày nay - đây chính là phòng khám bệnh tư có kèm phòng xét nghiệm đầu tiên ở Sài Gòn.
Sau Cách mạng Tháng Tám, ông là thành viên Hội đồng Cố vấn Ủy ban nhân dân Nam Bộ, Trưởng ban Y tế và bào chế của Sở Y tế Nam Bộ. Sau ngày Nam Bộ kháng chiến (23/9/1945), ông tản cư về An Giang. Tháng 10 năm 1945, theo lệnh Ủy ban Kháng chiến Nam Bộ, ông về Mỹ Tho để tham gia công tác y tế cách mạng. Tại đây, ông đã cùng đồng nghiệp chế tạo thành công huyết thanh chống uốn ván và nhiều loại vắc xin phòng bệnh. Trong Tổng tuyển cử ngày 6 tháng 1 năm 1946, ông trúng cử đại biểu Quốc hội khóa I của tỉnh Long Xuyên. Sau Hiệp định sơ bộ ngày 6 tháng 3 năm 1946), ông trở về Sài Gòn mở phòng mạch trở lại bình thường và tiếp tục tiếp tế thuốc men, dụng cụ y tế và cứu chữa thương binh cho chiến khu... Ở Sài Gòn, ông đã cùng Đặng Văn Trứ và cụ Lưu Văn Lang đại diện cho 200 nhà trí thức Sài Gòn ký vào bản tuyên ngôn ủng hộ Chính phủ kháng chiến chống Pháp. Năm 1947, ông trở ra khu kháng chiến, là ủy viên Ủy ban Kháng chiến hành chính Nam Bộ kiêm Giám đốc Sở Y tế Quân dân Nam Bộ. Ông được kết nạp vào Đảng Cộng sản Việt Nam vào 3 tháng 7 năm 1953.
Năm 1954, sau hiệp định Geneve, ông tập kết ra Bắc, lần lượt giữ các cương vị Trưởng đoàn đại biểu nhân dân Nam Bộ đi dự Hội nghị châu Á tại New Dehli (tháng ba năm 1955), Giám đốc Bệnh viện 303 (tháng bảy năm 1955), Giám đốc Viện Vi trùng học (1956), Viện trưởng Viện nghiên cứu Đông y kiêm Vụ Trưởng vụ Đông y (1957), Chủ nhiệm Bộ môn Đông y (nay là khoa Y học cổ truyền) của Trường Đại học Y Hà Nội. Tháng 1 năm 1957 của kỳ họp thứ 6, Quốc hội khoá I, ông được bầu làm Ủy viên chính thức Ban Thường trực Quốc hội. Ông là đại biểu Quốc hội và là Phó Chủ tịch Ủy ban Thường vụ Quốc hội các khoá II (1960-1964) và khóa III (1964-1971).
Tháng 3 năm 1969, ông chính thức trở thành Bộ trưởng Bộ Y tế. Năm 1971, sau một chuyến đi công tác, ông bị lâm bệnh nặng do đó nên bác sĩ Vũ Văn Cẩn đã được giao làm Quyền Bộ trưởng. Ông rời khỏi cương vị Bộ trưởng vào tháng 4 năm 1974. Năm 1975, ông làm Viện trưởng Viện Y học cổ truyền dân tộc Thành phố Hồ Chí Minh, năm 1983 là Cố vấn Bộ trưởng Bộ Y tế về Y học cổ truyền dân tộc. Ông còn đảm nhận các chức vụ như Phó Chủ tịch Ủy ban đoàn kết Á - Phi của Việt Nam, Ủy viên Đoàn Chủ tịch Ủy ban Trung ương Mặt trận Tổ quốc Việt Nam, Ủy viên Đảng đoàn Quốc hội... Trong công tác quản lý lẫn trong nghiên cứu, ông luôn đề cao việc kết hợp Đông Tây y là phương hướng xây dựng nền y học dân tộc. Ông đã chủ trì biên soạn cuốn Phương pháp Dưỡng sinh với 72 động tác cơ bản và đã được tái bản ít nhất 12 lần. Ông cũng là người đã tìm hiểu nguyên lý khoa học, viết giáo trình đồng thời phổ biến luyện tập nhân điện kết hợp y học cổ truyền.
Ông mất vào ngày 4 tháng 8 năm 1998, thọ 93 tuổi. Ngay trước khi mất, tên ông đã được đặt cho một học bổng trong lĩnh vực y tế của báo Sài Gòn Giải Phóng mang tên Học bổng Nguyễn Văn Hưởng. Ở Thành phố Hồ Chí Minh (Thủ Đức) và Hà Nội (quận Long Biên) đều có những con đường mang tên ông.

## Tặng thưởng
Ông đã được tặng thưởng danh hiệu Anh hùng Lao động, Thầy thuốc nhân dân, Huân chương Độc lập hạng nhất và nhiều huân, huy chương khác. Năm 1996, ông được trao tặng Giải thưởng Hồ Chí Minh đợt I cho các công trình: Toa căn bản, Kháng sinh thảo mộc, Phương pháp dưỡng sinh (từ 1954).